# لويوش كوشوت

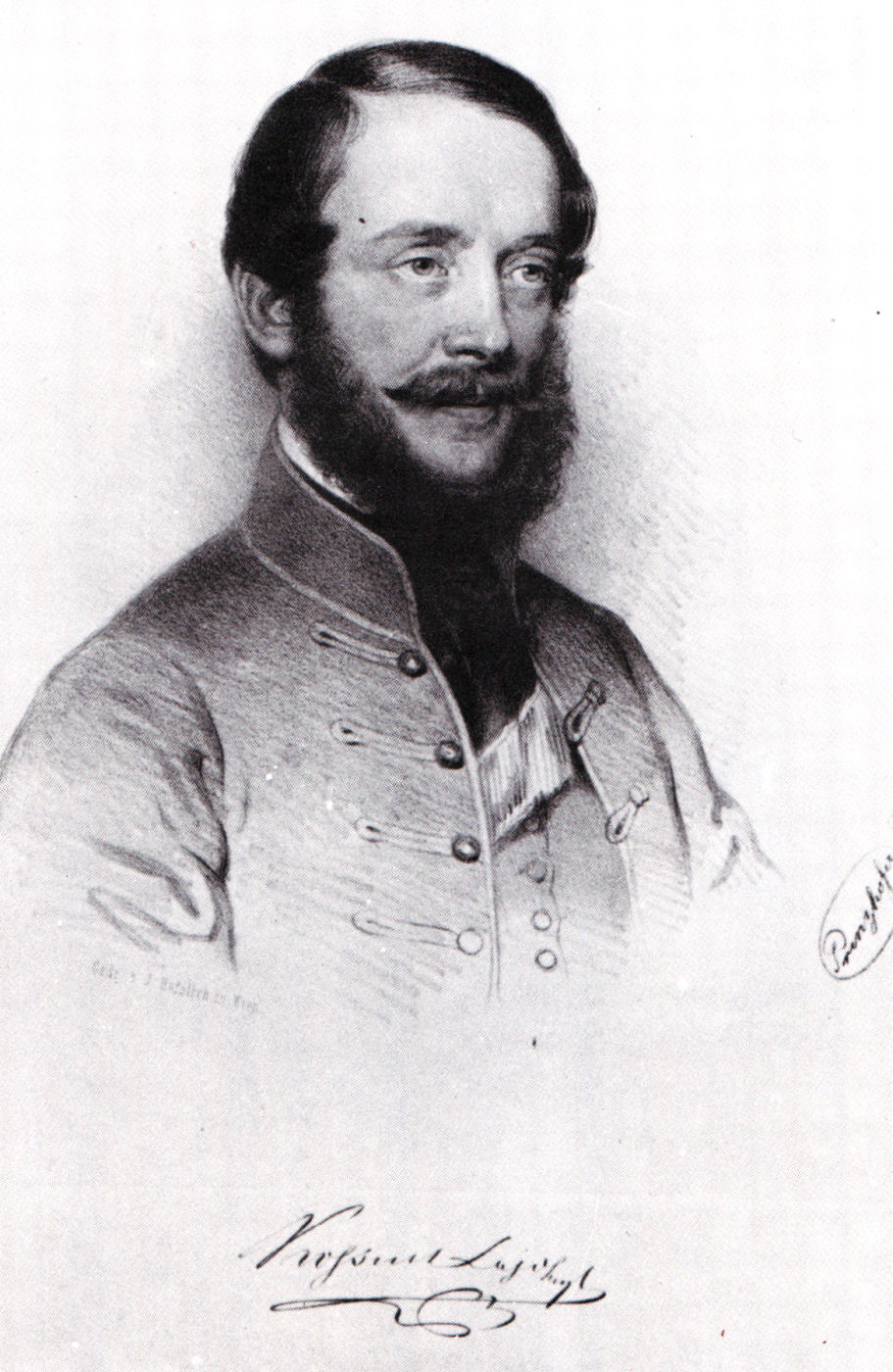
لويوش كوشوت

لويوش كوشوت (Lajos Kossuth؛ مونوك، 19 سبتمبر 1802 - تورينو، 20 مارس 1894) محامي وصحفي وسياسي مجري والرئيس المجر الوصي في سنة 1849. كـُرم على نطاق واسع خلال حياته، بما في ذلك المملكة المتحدة والولايات المتحدة ، مناضلا من أجل الحرية ومن رواد الديمقراطية في أوروبا.
خرج كوشوت من عائلة فقيرة ليصبح وصيًا على عرش المملكة المجرية بفضل موهبته في الخطابة خلال النقاشات السياسية والخطب العامة. قال الصحفي الأمريكي المعاصر والمؤثر هوراس غريلي عن كوشوت: «لم يتفوق عليه أحد من بين جميع الخطباء والوطنيين ورجال الدولة والمنفيين الذين هم على قيد الحياة أو المتوفين منهم».
أعجبت خطابات كوشوت القوية الإنجليزية منها والأمريكية الخطيب الأمريكي المعاصر المشهور دانييل ويبستر، فألف كتابًا عن حياة كوشوت. كُرم على نطاق واسع خلال حياته في كل من بريطانيا العظمى والولايات المتحدة بصفته مقاتلًا للحرية وزعيمًا للديمقراطية في أوروبا. يمكن العثور على تمثال برونزي لكوسوث في مبنى الكونغرس الأمريكي مع نقش: أب الديمقراطية الهنغارية، رجل الدولة المجري، مقاتل الحرية، 1848- 1849.

## العائلة
ولد كوشوت في مونوك، المملكة المجرية، وهي بلدة صغيرة في مقاطعة زيمبلن. كان الأكبر من بين أربعة أطفال لعائلة لوثرية نبيلة من أصل سلوفاكي. انتمى والده لاسلو كوشوت (1762- 1839) إلى طبقة النبلاء الدنيا، وعمل كمحامي وكان لديه شقيقين (سيمون كوشوت وغيورك كوشوت) وشقيقة واحدة (يانا). نشأت عائلة كوشوت من مقاطعة توروتس (الآن إقليم توريتس، كوشوتي، شمال ووسط سلوفاكيا). اكتسبوا رتبة النبلاء في عام 1263 من الملك بيلا الرابع، أما والدة لايوش كارولينا ويبر (1770- 1853)، فهي تنتمي لعائلة لوثرية من أصل ألماني تعيش في المجر العليا (اليوم بشكل جزئي سلوفاكيا).

## السنوات المبكرة
ربت كارولينا كوشوت أطفالها تربية لوثرية صارمة. تحدث لايوش ثلاث لغات هي المجرية والألمانية والسلوفاكية منذ طفولته المبكرة بسبب أصوله المختلفة كما كان شائعًا في عصره. درس في كلية بايرستيست في شاتورالياوهاي (لمدة عام واحد) وجامعة أتفوش لوراند (اليوم بودابست). عندما بلغ التاسعة عشر من عمره بدأ الممارسة القانونية لدى والده، واكتسب شهرة محلية. عُين وكيلًا للكونتيسة ساباري، وهي أرملة تمتلك عقارات كثيرة، ثم أصبح ممثلها في التصويت في جمعية المقاطعة التي أُقيمت في بشت. فُصل في وقت لاحق على أساس سوء الفهم المتعلق بأموال العقارات.

## الدخول إلى السياسة الوطنية
عُين كوشوت بعد وقت قصير من إقالته من قبل الكونتيسة ساباري، نائبًا للكونت هونيادي في البرلمان الوطني. اجتمع البرلمان بين عامي 1825- 1827 وبين عامي 1832- 1836 في بريسبورغ (براتسلافيا اليوم) ثم في عاصمة المجر. كان بإمكان الأرستقراطية العليا فقط التصويت في مجلس الأقطاب (على غرار مجلس اللوردات البريطاني)، فأخذ كوشوت جزءًا من المناقشات. بدأ في ذلك الوقت ظهور النضال الذي يهدف لإعادة تأكيد الهوية الوطنية المجرية تحت قيادة زعماء مثل فيشيليني وسيتشينيز. كان أيضًا في جزء منه صراعًا للإصلاحات الاقتصادية والسياسية ضد الحكومة النمساوية الراكدة. شملت واجبات كوشوت لحساب هونيادي كتابة تقارير عن إجراءات البرلمان، إذ حظرت الحكومة النمساوية التقارير المنشورة خوفًا من المعارضة الشعبية. أدت الجودة العالية لخطابات كوشوت إلى تعميمها في مخطوطة بين أقطاب ليبرالية أخرى. قادته مطالب القراء إلى تحريره لجريدة برلمانية منظمة (أورساغيوليشي تودوشيتاشوك)، مما ساهم في نشر اسمه وتأثيره على نطاق أوسع. أوقفت أوامر صادرة عن الرقيب الرسمي التداول بالطباعة الحجرية. منعت الحكومة توزيع المخطوطات بالبريد على الرغم من استمرار توزيعها باليد.
حُل البرلمان في عام 1836. استمر كوشوت في تقديم التقارير (على شكل خطاب)، التي تغطي جمعيات المقاطعة. أعطت الدعاية الجديدة الجمعيات الصدارة السياسة الوطنية، إذ أنهم لم يمتلكوا في السابق إلا فكرة ضئيلة عن إجراءات بعضهم البعض. عزز تنميقه لخطابات الليبراليين والإصلاحيين تأثير رسائل صحيفته الإخبارية. طالب كوشوت بصوت عال بعد حظر الغازيتة البرلمانية الخاصة به، بالإعلان القانوني عن حرية الصحافة والكلمة في هنغاريا وفي كامل إمبراطورية هابسبرغ. حاولت الحكومة عبثًا قمع الرسائل، وبعد فشل آخر وسائلها اعتقلته في مايو من عام 1837، مع فيسيليني وآخرين بتهمة الخيانة العظمى.
أُدين كوشوت بالسجن لمدة أربع سنوات أخرى، بعد أن قضى عامًا في سجن بودابست في انتظار محاكمته. وُضع كوشوت وصديقه ميكلوش فيسيليني في زنزانات انفرادية منفصلة. لم يكن في زنزانة فيسيليني نافذة حتى فعانى من العمى بسبب الظلام الدامس. في المقابل كان لزنزانة كوشوت نافذة صغيرة استطاع من خلالها متابعة الأحداث السياسية بمساعدة شابة مثقفة سياسيًا تُدعى تيريزا ميسيليني. كذبت تيريزا على قائد السجن مخبرة إياه أنها وكوشوت خطيبان، بينما في الواقع لم يعرف كوشوت تيريزا قبل سجنه، لكن هذه الكذبة مكنتها من زيارته محضرة الكتب له. أضر الحبس الصارم بصحة كوشوت، لكنه قضى الكثير من وقته في المطالعة، وزاد من معرفته السياسية واكتسب طلاقة في اللغة الإنجليزية بفضل دراسته لنسخة الملك جيمس من الكتاب المقدس ومؤلفات شكسبير الذي لطالما تحدث بطريقة خاصة من البلاغة القديمة. في حين أن فيسيليني كان محطمًا عقليًا، دعمت زيارات تيريزا المتكررة كوشوت فخرج من السجن بحالة أفضل بكثير. تسبب اعتقاله بجدل كبير. طالب البرلمان الذي أنشئ عام 1839، بإطلاق سراح السجناء السياسيين ورفضوا أي تدابير حكومية. ظل رئيس الوزراء النمساوي مترنيش عنيدًا لفترة طويلة، لكن خطر الحرب في عام 1840 أجبره على الاستسلام.

### الزواج والأطفال
تزوج كوسوث من تيريزا في يوم إطلاق سراحه من السجن، وظلت مؤيدة صارمة لسياسته. كانت تيريزا كاثوليكية فرفضت كنيستها أن تبارك زواجها من كوشوت الذي ينتمي لطائفة البروتستانت بكل فخر والرافض للتحول. لم يسمع الناس قبل زواج كوشوت وتيريزا أنه بالإمكان لذوي الأديان المختلفة الإقدام على الزواج، فبحسب الممارسات التقليدية يجب على العروس أو العريس بشكل أكثر ندرة، أن يتحول إلى دين زوجته قبل الزفاف. في جميع الأحوال، رفض كوشوت التحول إلى الكاثوليك الروماني ورفضت تيريزا تحولها إلى اللوثرية، فتسبب زواجهما الديني المختلط فضيحة كبيرة في ذلك الوقت. أنجب الزوجان ثلاثة أطفال هم فيرينس لايوش آكوش (1841- 1914) الذي أصبح وزير التجارة بين عامي 1906 و1910، وفيلما (1843- 1862) ولايوش تودور كاروي (1844- 1918).

## روابط خارجية
- لويوش كوشوت على موقع الموسوعة البريطانية (الإنجليزية)